# Суперлига Б 2003/2004
Чемпионат России по баскетболу в дивизионе Б Суперлиги сезона 2003/2004 прошёл с 4 октября 2003 года по 20 мая 2004 года и стал четвёртым розыгрышем мужской баскетбольной Суперлиги Б.
В розыгрыше приняли участие 13 команд: 9 клубов, игравших в Суперлиге Б в предыдущем сезоне, а также «Конти» из Санкт-Петербурга (победивший в высшей лиге в предыдущем сезоне), «Спартак-ВГУЭС» из Владивостока, кировский «Университет-Спутник» и дублирующий состав московского «Динамо». В рамках чемпионата все команды сыграли друг с другом по 4 игры (по 2 игры дома и в гостях спаренными матчами).

## Положение команд
| Место | Команда                              | И  | В  | П  | О  | Р/О       | Ср. Р/О   |
| ----- | ------------------------------------ | -- | -- | -- | -- | --------- | --------- |
| 1     | Университет (Сургут)                 | 48 | 43 | 5  | 91 | 4224—3444 | 88,0—71,8 |
| 2     | Металлург-Университет (Магнитогорск) | 48 | 38 | 10 | 86 | 4520—3853 | 94,2—80,3 |
| 3     | Конти (Санкт-Петербург)              | 48 | 36 | 12 | 84 | 4146—3813 | 86,4—79,4 |
| 4     | Спартак-ВГУЭС (Владивосток)          | 48 | 35 | 13 | 83 | 3846—3381 | 80,1—70,4 |
| 5     | Енисей (Красноярск)                  | 48 | 31 | 17 | 79 | 4130—3840 | 86,0—80,0 |
| 6     | Университет-Спутник (Киров)          | 48 | 26 | 22 | 74 | 3757—3734 | 78,3—77,8 |
| 7     | Динамо-2 (Москва)                    | 48 | 23 | 25 | 71 | 3659—3517 | 76,2—73,3 |
| 8     | Союз (Заречный)                      | 48 | 23 | 25 | 71 | 3800—3693 | 79,2—76,9 |
| 9     | Купол-Антей (Ижевск)                 | 48 | 20 | 28 | 68 | 4271—4301 | 89,0—89,6 |
| 10    | ТЕМП-СУМЗ (Ревда)                    | 48 | 20 | 28 | 68 | 4262—4214 | 88,8—87,8 |
| 11    | Старый Соболь (Нижний Тагил)         | 48 | 4  | 44 | 52 | 3380—4654 | 70,4—97,0 |
| 12    | БКТ Отрар (Алма-Ата)                 | 48 | 9  | 39 | 51 | 3239—3963 | 77,1—91,5 |
| 13    | Саха-Якутия (Якутск)                 | 48 | 4  | 44 | 14 | 827—1654  | 82,7—89,4 |

- Сургутский «Университет» завоевал путёвку в Суперлигу А на следующий сезон.
- «Старый Соболь» обошел «Отрар» по числу очков, так как по ходу турнира «Отрару» было засчитано 6 технических поражений.
- «Саха-Якутия» была снята с турнира после 10 сыгранных матчей. Во всех оставшихся играх ей засчитаны технические поражения со счётом 0:20.
- БКТ «Отрар» из Казахстана прекратил выступления в Суперлиге Б и более не играл в чемпионатах России.